# بیچ‌کرفت تی-۶ تکسان ۲
بیچ‌کرفت تی-۶ تکسان ۲، یک هواپیمای توربوپراپ تک موتوره است که توسط شرکت ریتیان (که در ۲۰۱۴ توسط تکستران اوییشن خریداری شد) ساخته شده‌است.
این هواپیمای آموزشی مبتنی بر پس‌سی-۹ و به‌عنوان جایگزین سسنا تی-۳۷ تویت در نیروی هوایی ایالات متحده و هواپیمای بیچ‌کرفت تی-۳۴ منتور در نیروی دریایی ایالات متحده طراحی و تولید شده‌است. این هواپیما توسط نیروی هوایی ایالات متحده برای آموزش اولیه خلبانان و آموزش افسران سیستم‌های رزمی (CSO)، آموزش افسران و خلبانان نیروی دریایی آمریکا و سپاه تفنگداران دریایی آمریکا استفاده می‌شود.

## کاربران
آرژانتین
 کانادا

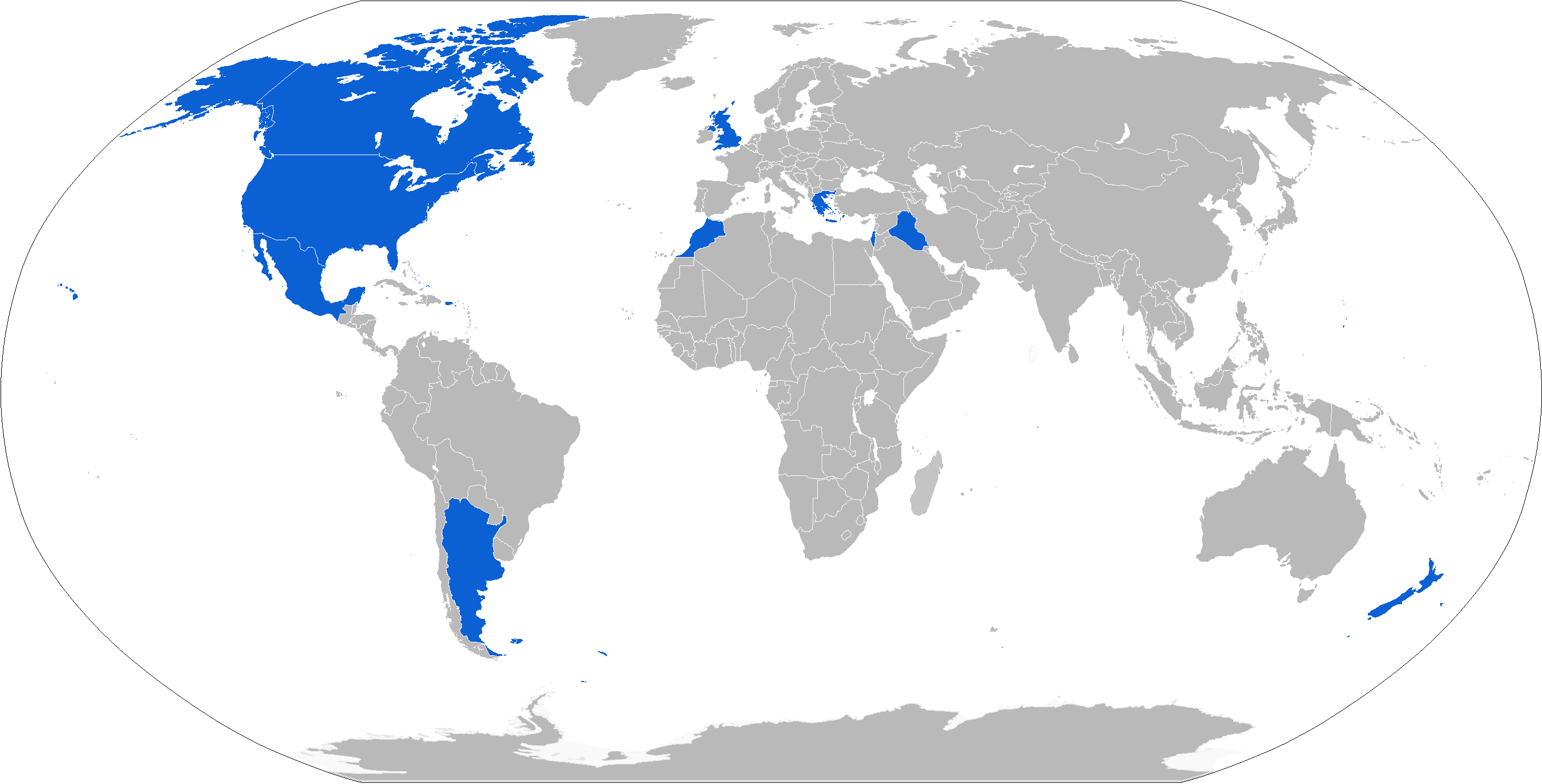
کاربران با رنگ آبی مشخص شده‌اند.

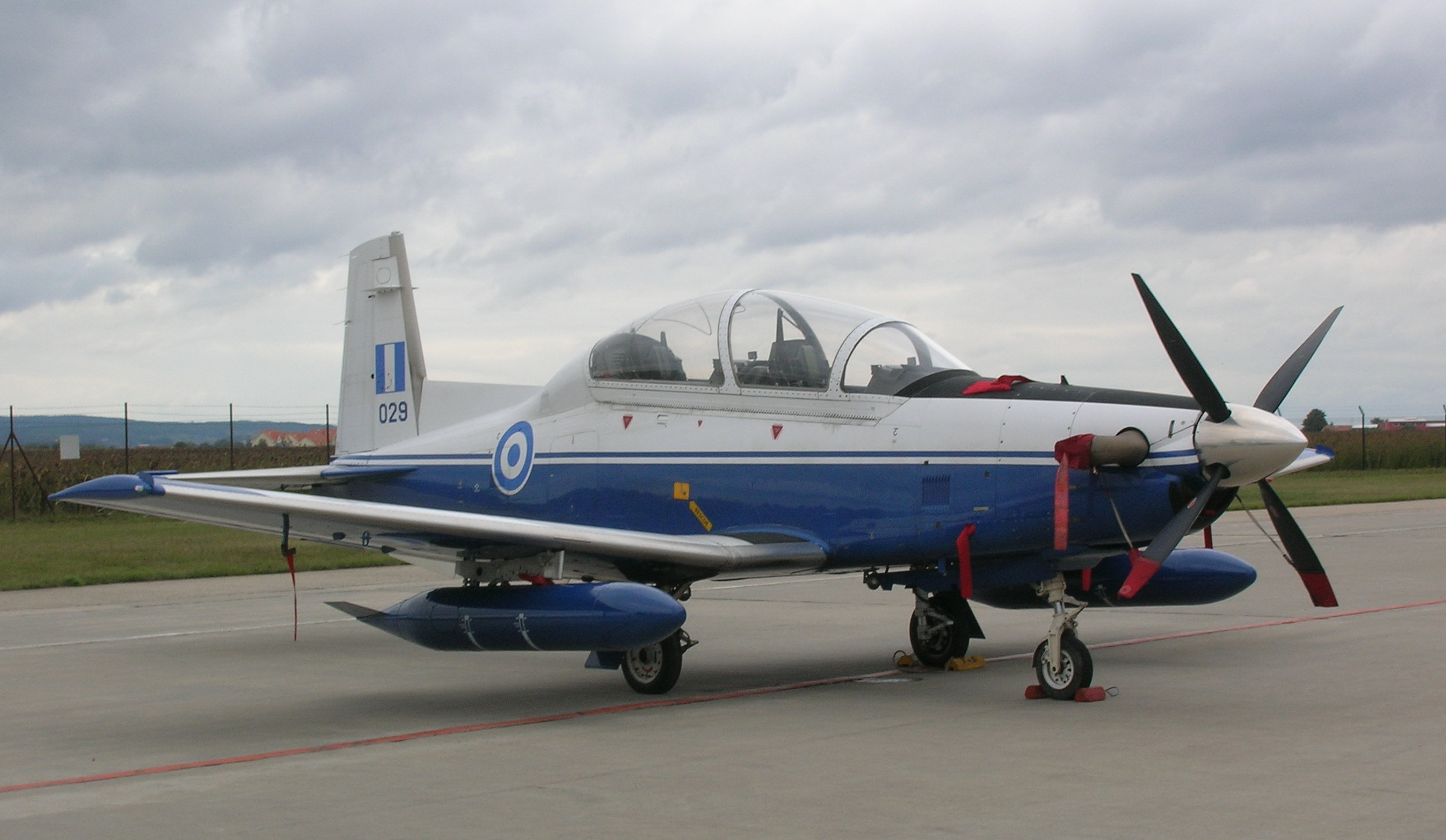
تی-۶ نیروی هوایی یونان

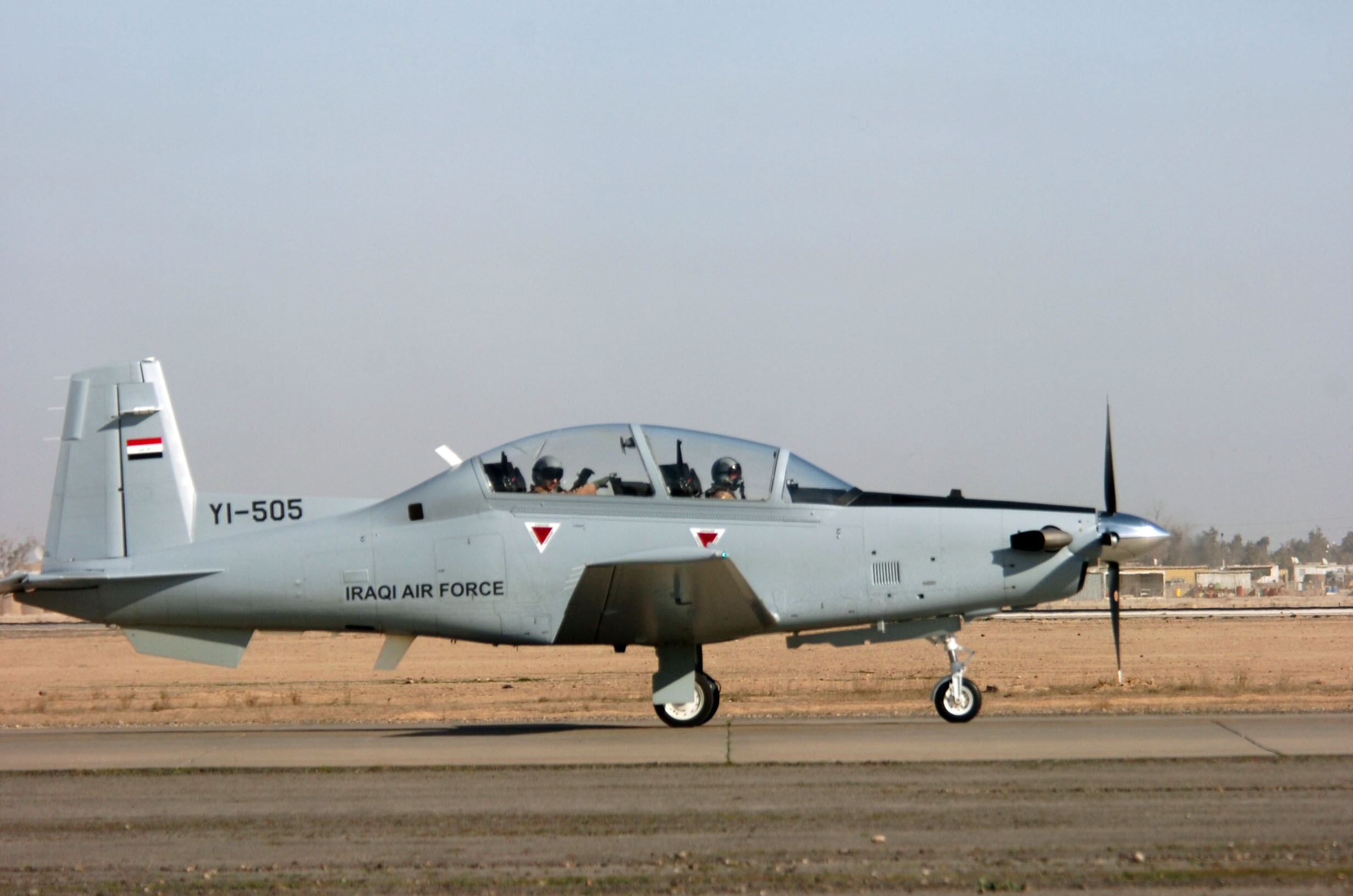
تی-۶آ نیروی هوایی عراق

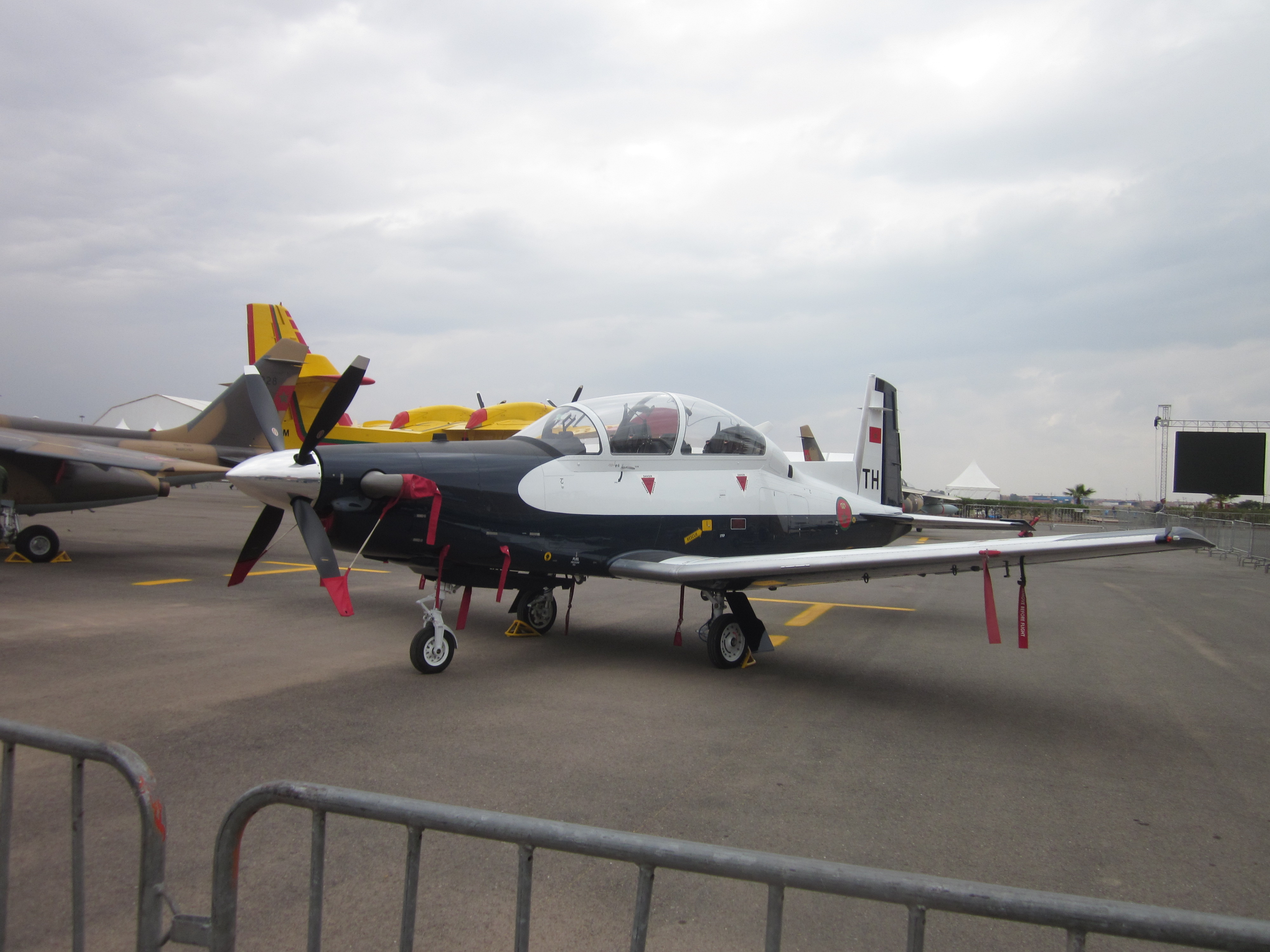
تی-۶سی نیروی هوایی پادشاهی مراکش

- نیروی هوایی سلطنتی کانادا - ۲۴ فروند[۲]
  - ۲ مدرسه آموزش پرواز نیروهای کانادایی -24 CT-156 Harvard II برای آموزش خلبانی.[۳]

 کلمبیا
- نیروی هوایی کلمبیا - ۸ فروند سفارش شده که دو فروند تا مه ۲۰۲۱ تحویل داده شد.[۴]

 یونان
- نیروی هوایی یونان ۴۵ فروند تی-۶آ[۵]

 عراق
- نیروی هوایی عراق[۶]

 اسرائیل
- نیروی هوایی اسرائیل ۲۰ فروند تی-۶آ[۷]

 مکزیک
- نیروی هوایی مکزیک
- نیروی دریایی مکزیک[۸]

 مراکش
- نیروی هوایی سلطنتی مراکش ۲۴ فروند تی-۶ تا ژانویه ۲۰۱۲ است.[۹]

 نیوزیلند
- نیروی هوایی سلطنتی نیوزلند - ۱۱ فروند در مرکز نیروی هوایی نیوزیلند-اوهاکئا
  - اسکادران شماره ۱۴ - آموزش خلبان[۱۰]
  - مدرسه پرواز مرکزی - آموزش مربی پرواز واجد شرایط
  - شاهین سیاه - تیم نمایش هوایی

 تایلند
- نیروی هوایی سلطنتی تایلند ۱۲ فروند تی-۶تی اچ[۱۱] تحویل برای ۲۰۲۲–۲۰۲۳ برنامه‌ریزی شده‌است.[۱۲]

 بریتانیا
- نیروی هوایی سلطنتی[۱۳]
  - فرودگاه نیروی هوایی سلطنتی ولی[۱۴]

 ایالات متحده آمریکا
- نیروی هوایی ایالات متحده
  - فرماندهی آموزش هوایی
- ارتش ایالات متحده
  - ردستون آرسنال، آلاباما، هانتسویل، آلاباما
- نیروی دریایی ایالات متحده
  - فرماندهی آموزش هوایی نیروی دریایی

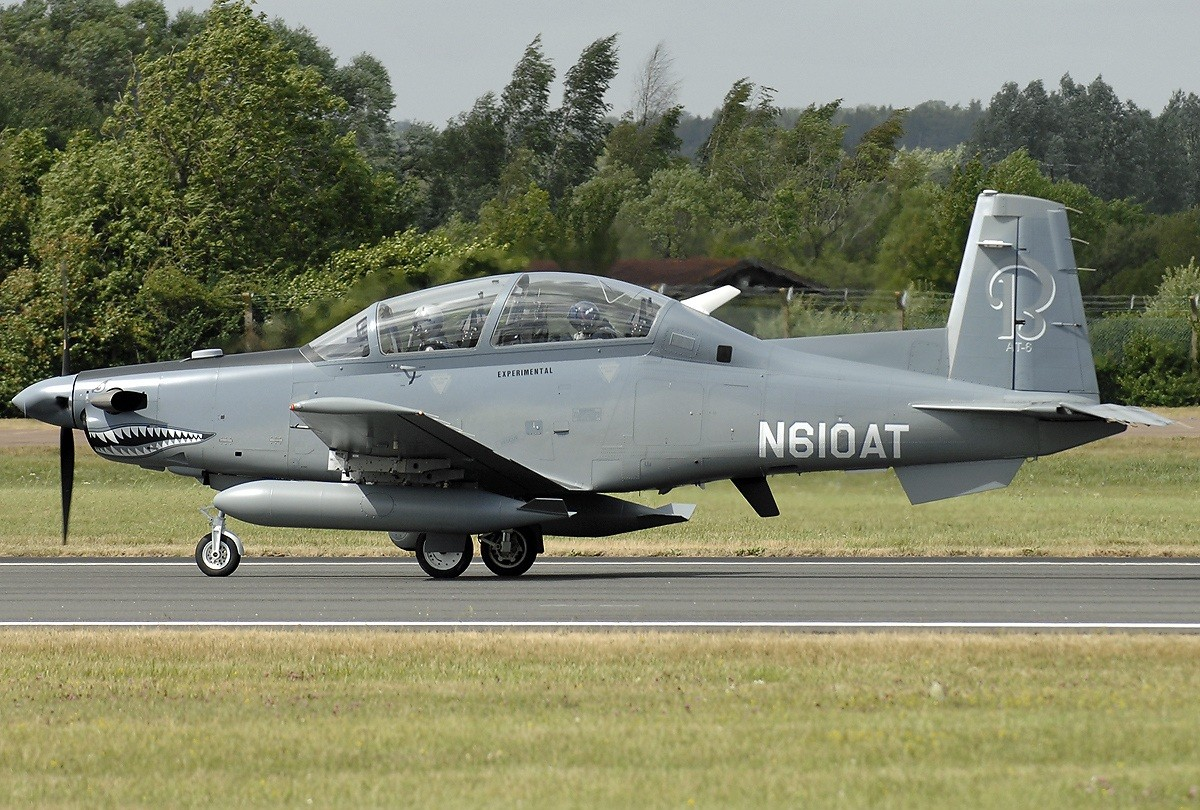
یک AT-6B در RIAT

  - واحد جنگ هوای==ی نیروی دریایی

 ویتنام
- نیروی هوایی خلق ویتنام سفارش شده[۱۵]

## ویژگی‌ها (تی-۶ مدل A)

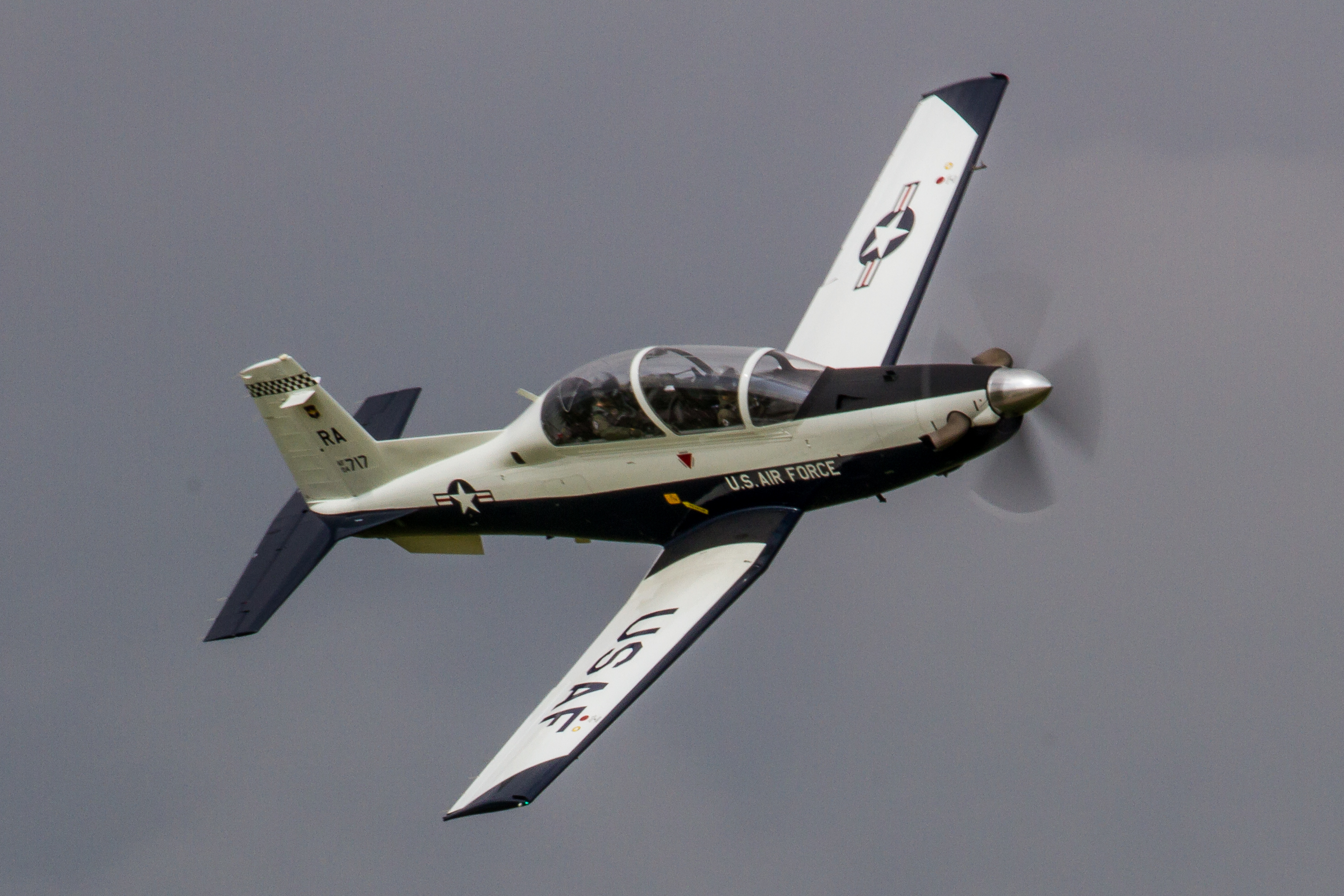

### ویژگی‌های کلی
- خلبانان: یک نفر
- ظرفیت: یک سرنشین
- طول: ۱۰٫۱۶ متر
- طول بال: ۱۰٫۱۹ متر
- ارتفاع: ۳٫۲۵ متر
- سطح بال: ۱۶٫۴۹ مترمربع
- Aspect ratio: 6.29:1
- وزن خالی: ۲٬۱۳۵ کیلوگرم
- Gross weight: 6,300 lb (2,858 kg)
- حداکثر وزن برخاست: ۲٬۹۴۸ کیلوگرم
- گنجایش سوخت: ۶۷۷٫۵ لیتر
- موتور: ۱ × Pratt & Whitney Canada PT6A-68 توربوپراپ، ۱٬۱۰۰ اسب بخار (820 kW)
- پروانه هواپیما: 4-bladed Hartzell HC-E4A-2 Hub with E9612 blades, ۸ فوت و ۱ اینچ (۲٫۴۶ متر) diameter

عملکرد
- سرعت کروز: ۳۲۰ مایل بر ساعت (۵۱۰ کیلومتر بر ساعت، 280 kn)
- آستانه سرعت حداکثر: ۳۶۴ مایل بر ساعت (۵۸۶ کیلومتر بر ساعت و 316 kn)
- برد عملیاتی: ۱٬۰۰۰ مایل (۱٬۷۰۰ کیلومتر)
- حداکثر ارتفاع صعود: ۳۱٬۰۰۰ پا (۹٬۴۰۰ متر)
- محدودهٔ جی: +۷٫۰جی/−۳٫۵جی